# Cezary Emil Haller
Cezar Emil Haller de Hallenburg herbu własnego (ur. 13 kwietnia 1822 w Krakowie, zm. 9 lipca 1915 w Mianocicach) – ziemianin, właściciel Mianocic, działacz polityczny, powstaniec krakowski i styczniowy, więzień austriacki, poseł do Sejmu Krajowego Galicji.

## Życiorys
Ukończył filozofię na Uniwersytecie Jagiellońskim, a następnie agronomię na Uczelni Rolno-Leśnej w Hohenheim. Był uczestnikiem powstania krakowskiego w Galicji w 1846 roku, więziony potem w Koźlu i Raciborzu. W 1850 roku ożenił się z Julią Helcel von Sternstein, siostrą Ludwika – bankiera, wiceprezydenta Krakowa. Podczas podróży poślubnej na krótko został aresztowany w Dreźnie, w związku z ucieczką z więzienia raciborskiego. Po powrocie osiadł w dobrach Mianocice, które w posagu otrzymała jego żona Julia. Wspólnie z nią założył ochronkę i szpitalik, a do ich prowadzenia zaangażował siostry felicjanki. W spadku po zmarłym ojcu wraz z bratem Henrykiem w 1856 roku otrzymał Hotel Saski, który po pewnym czasie zaczął przynosić duże dochody. W czasie powstania 1863 wszedł do Komitetu Obywatelskiego w Krakowie jako naczelnik Działu Skarbowego mającego na celu wsparcie finansowe polskich oddziałów w Królestwie Polskim. W hotelu zorganizował szpital powstańczy. Członek Komitetu Obywatelskiego Zachodniego w Krakowie. Był związany z krakowską organizacją Stronnictwa Białych, za co został aresztowany i skazany na 8 lat pozbawienia wolności w twierdzy w Ołomuńcu. Amnestiowany w 1866 został posłem Sejmu Krajowego Galicji II kadencji (6 lutego 1867 z kurii większej posiadłości), a następnie III kadencji i przeniósł się do Lwowa. Członek i działacz Galicyjskiego Towarzystwa Gospodarskiego, członek jego Komitetu (28 czerwca 1870 – 20 czerwca 1873). Marszałek krajowy Sejmu Leon Sapieha przeznaczył mu Departament Szpitalnictwa i Cezary Emil położył duże zasługi kierując tym Departamentem. Wprowadził inspektorów szpitalnych, zainicjował budowę Zakładu dla Chorych Umysłowych na Kulparkowie, założył przytułek dla małych dzieci we Lwowie, oszczędnie gospodarował funduszami szpitalnictwa. W 1874 r. wystąpił z Departamentu Szpitalnictwa wskutek konfliktów z władzami i różnymi urzędnikami, którzy obrzucali go fałszywymi oskarżeniami i zarzutami, sami ciągnąc korzyści ze szpitali i powrócił wraz z rodziną na stałe do Mianocic. Nie zrezygnował jednak ze służby publicznej i pełnił jeszcze funkcję posła do parlamentu wiedeńskiego w latach 1876–1877. Następnie zrezygnował z tego mandatu na rzecz brata Władysława, właściciela Polanki wycofał się z życia politycznego wrócił na stałe do Mianocic, poświęcając się sprawom gospodarczym. W 1883 roku Cezary ogłosił swe wspomnienia w Przeglądzie Polskim, w 1911 jako obywatel miasta Krakowa, był członkiem Towarzystwa Miłośników Historii i Zabytków Krakowa. Doświadczenia więzienne odbiły swoje piętno na jego zdrowiu fizycznym i psychicznym. Do tego dołączyły się tragiczne straty osobiste (przedwcześnie zmarłe dzieci, zmarli trzej bracia, siostra i synowa). W 1881 przeżył pożar dworu w Mianocicach, a w 1892 – kwitnącego browaru. 20 sierpnia 1893 zmarła żona Julia, która została pochowana w wystawionym przez Cezarego Emila grobowcu rodzinnym – mauzoleum na cmentarzu w Książu Wielkim. Cezary Emil przeżył żonę o 22 lata. W 80 roku życia przeszedł ciężką operację, ponadto złamał nogę.

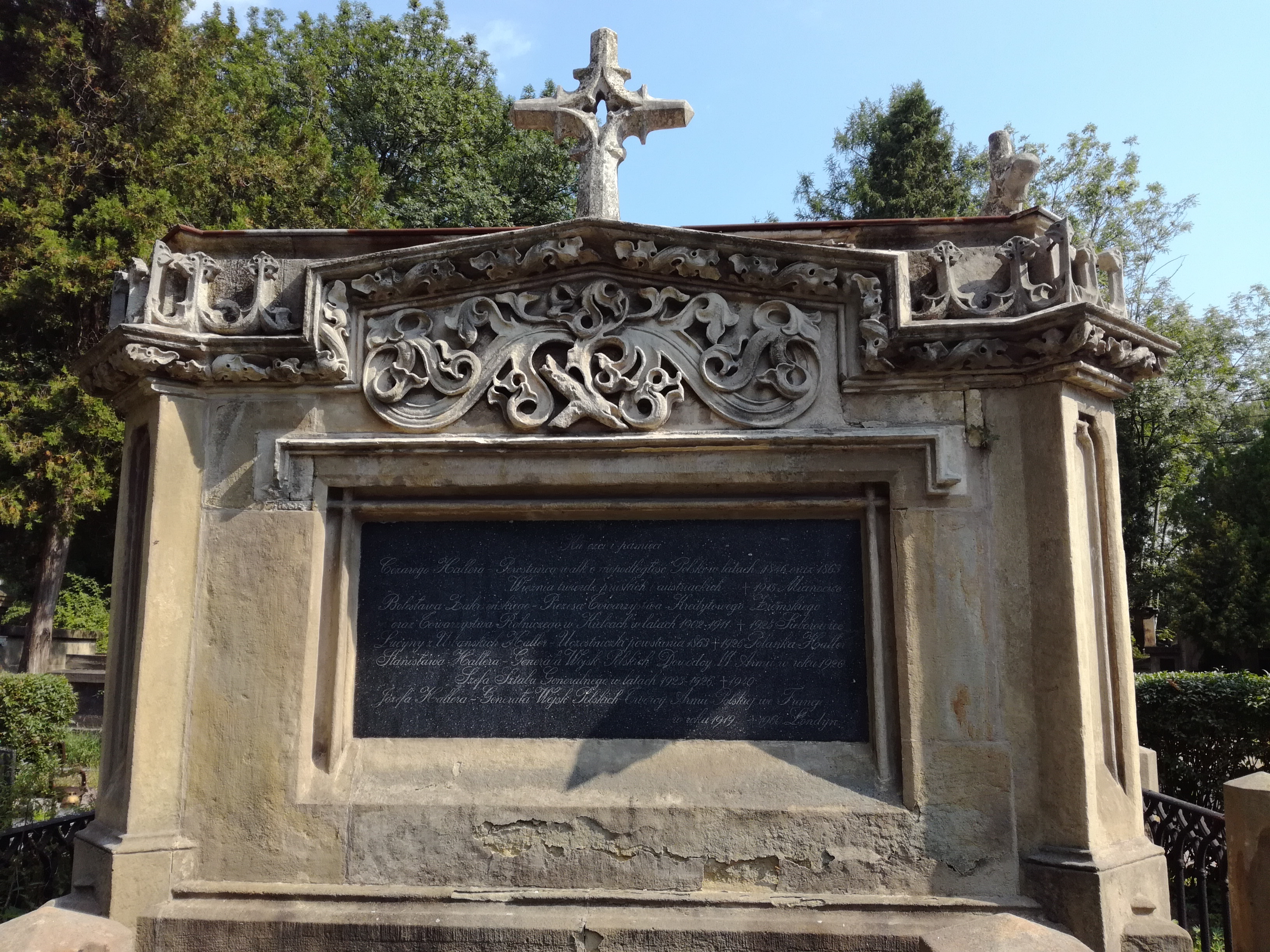
Inskrypcja ku czci Cezarego Hallera na Cmentarzu Rakowickim (grób rodzinny w pasie 10).

## Rodzina
Ojcem jego był Józef Haller (1783-1850), w latach 1836–1839 przewodniczący senatu Wolnego Miasta Krakowa, a matką była Elżbieta Gorczyńska. Miał trzech braci i siostrę. Jego bratem był m.in. Henryk Haller von Hallenburg (1831–1888) – uczestnik powstania styczniowego, ziemianin, finansista. Był ojcem Józefa Antoniego Juliusza (1853-1923), stryjem Cezarego Wojciecha Hallera (1875-1919) oficera poległego w czasie wojny polsko-czechosłowackiej w przegranej przez polską samoobronę bitwie z oddziałami regularnego wojska czeskiego pod Kończycami Małymi, i gen. Józefa Hallera (1873–1960 w Londynie).